# Marko Kemppainen
Marko Kemppainen, född 13 juli 1976 i Kajana, är en finländsk sportskytt.
Kemppainen blev olympisk silvermedaljör i skeet vid sommarspelen 2004 i Aten.